# ألان بيتمان (لاعب دوري الرغبي)
ألان بيتمان (بالإنجليزية: Allan Bateman)‏ هو لاعب دوري الرغبي بريطاني، ولد في 6 مارس 1965 في Caerau, Bridgend ‏ في المملكة المتحدة.

## وصلات خارجية
- ألان بيتمان على موقع دوري الرغبي الممتاز (الإنجليزية)
- ألان بيتمان عل موقع إسبنسكروم (الإنجليزية)
- ألان بيتمان على موقع ItsRugby.co.uk (الإنجليزية)